# Alfa TV
Pour les articles homonymes, voir ALFA.
Alfa TV est un réseau de chaînes télévisées bulgare.